# Ephippodonta mcdougalli
Ephippodonta mcdougalli is een tweekleppigensoort uit de familie van de Galeommatidae. De wetenschappelijke naam van de soort is voor het eerst geldig gepubliceerd in 1889 door Tate.